# Hungry generation
 (janvier 2023).
La mise en forme du texte ne suit pas les recommandations de Wikipédia : il faut le « wikifier ».
Les points d'amélioration suivants sont les cas les plus fréquents. Le détail des points à revoir est peut-être précisé sur la page de discussion.
- Les titres sont pré-formatés par le logiciel. Ils ne sont ni en capitales, ni en gras.
- Le texte ne doit pas être écrit en capitales (les noms de famille non plus), ni en gras, ni en italique, ni en « petit »…
- Le gras n'est utilisé que pour surligner le titre de l'article dans l'introduction, une seule fois.
- L'italique est rarement utilisé : mots en langue étrangère, titres d'œuvres, noms de bateaux, etc.
- Les citations ne sont pas en italique mais en corps de texte normal. Elles sont entourées par des guillemets français : « et ».
- Les listes à puces sont à éviter, des paragraphes rédigés étant largement préférés. Les tableaux sont à réserver à la présentation de données structurées (résultats, etc.).
- Les appels de note de bas de page (petits chiffres en exposant, introduits par l'outil «  Source ») sont à placer entre la fin de phrase et le point final[comme ça].
- Les liens internes (vers d'autres articles de Wikipédia) sont à choisir avec parcimonie. Créez des liens vers des articles approfondissant le sujet. Les termes génériques sans rapport avec le sujet sont à éviter, ainsi que les répétitions de liens vers un même terme.
- Les liens externes sont à placer uniquement dans une section « Liens externes », à la fin de l'article. Ces liens sont à choisir avec parcimonie suivant les règles définies. Si un lien sert de source à l'article, son insertion dans le texte est à faire par les notes de bas de page.
- La présentation des références doit suivre les conventions bibliographiques. Il est recommandé d'utiliser les modèles {{Ouvrage}}, {{Chapitre}}, {{Article}}, {{Lien web}} et/ou {{Bibliographie}}. Le mode d'édition visuel peut mettre en forme automatiquement les références.
- Insérer une infobox (cadre d'informations à droite) n'est pas obligatoire pour parachever la mise en page.

Pour une aide détaillée, merci de consulter Aide:Wikification.
Si vous pensez que ces points ont été résolus, vous pouvez retirer ce bandeau et améliorer la mise en forme d'un autre article.

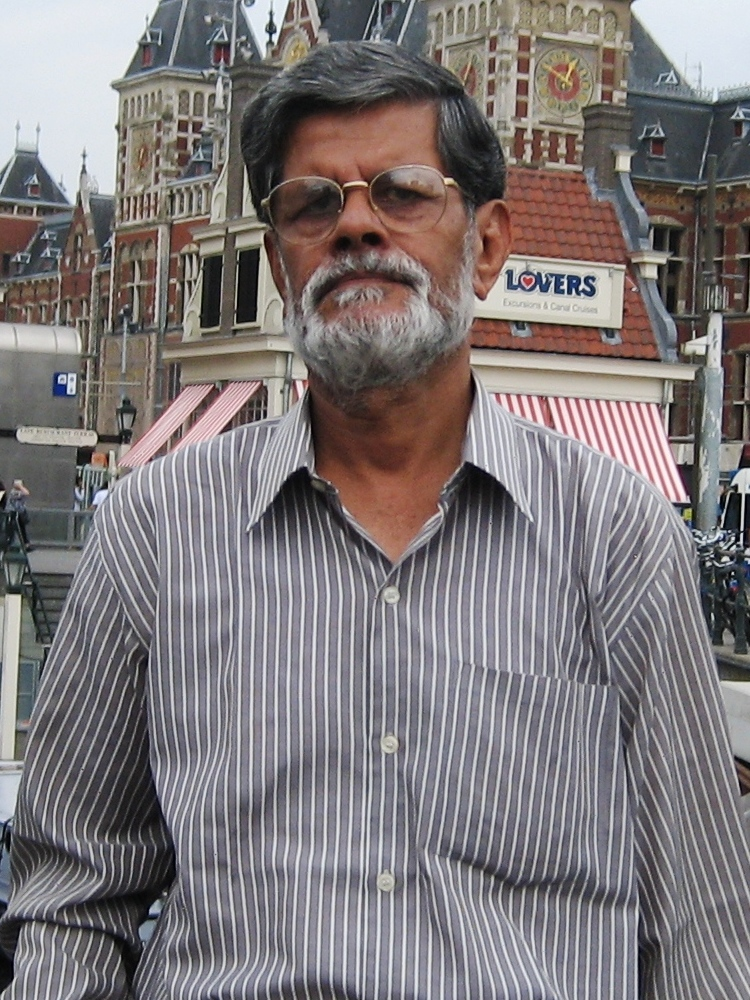
Roy Choudhury à Amsterdam, en 2009.

Hungry generation [ˈhʌŋɡɹi ˌd͡ʒɛnəˈɹeɪʃən] (en bengali : হাংরি আন্দোলন) est un mouvement littéraire dans la littérature bengalie. Le mouvement a été lancé par Malay Roy Choudhury en 1961. Les autres membres fondateurs ont été Shakti Chattopadhyay, Samir Roychoudhury, Debi Ray.

## Magazines américains
- City Lights journal #1 (1963) Edite par Lawrence Ferlinghetti
- El Corno Emplumado #9 (1964) Edite par Margaret Randall
- El Corno Emplumado #10 (1964)
- City Lights Journal #2 (1964)
- Kulchur @15 (1964) Edite par Lita Hornick
- TIME magazine (Novembre 20, 1964)
- El Corno Emplumado #13 (1965)
- Revision imperecedera #35 (1965)
- Plumas saladas #5 (1967)
- Plumas saladas #8, 9 (1967)
- City Lights Journal #3 (1966)
- Rastro #53 (1964)
- El Rehelite #28 (1964)
- Panaroma (1965)
- Iconolatre #10 (1968) Edite par Allan de Loach
- Salted Feathers #8 & 9 (1967) Edite par Dick Bakken & Lee Altman

## Magazines indiens
- Samprati #3 (1962)
- Chatushparna (1963)
- Mahenjodaro (1963)
- Link June 2, 1963)
- Acoplamiento #30 (1963)
- Gyanodaya (1963)
- Darpan #18 (1964)
- Jugantar (1964)
- Amrita (1964)
- Ananda Bazar Patrika (September 5, 1964)
- Adhikaran #1 (1964)
- Dainik Basumati (1964)
- Hungry Kimbadanti (2000)

## Auteurs connus
- Shakti Chattopadhyay
- Malay Roy Choudhury
- Debi Ray
- Subimal Basak
- Samir Roychoudhury
- Pradip Choudhuri
- Tridib Mitra
- Falguni Roy
- Binay Majumdar
- Sandipan Chattopadhyay
- Anil Karanjai
- Subhas Ghose
- saileswar Ghose
- Subo Acharya